# Villamassargia
Villamassargia (sardinsky: Bidda Matzràxia) je italská obec (comune) v provincii Sud Sardegna v regionu Sardinie. Nachází se ve výšce 121 metrů nad mořem a má přibližně 3 400 obyvatel. Rozloha obce je 91,39 km².